# Tibati
Tibati est une commune du Cameroun située dans la région de l'Adamaoua et le département du Djérem dont c'est le chef-lieu.
C'est une ancienne ville allemande, dont la région a été conquise le 9 mars 1899 par le capitaine von Kamptz, où l'on trouve donc encore de nombreux vestiges de la colonisation allemande. C'est le cas des bâtiments abritant la préfecture, ou certaines salles de l'école publique, ou encore l'ancienne résidence du chef allemand local située près de l'hôpital départemental.
La ville est entourée d'une forêt d'eucalyptus et bordée par le lac de Mbakaou. Ce grand lac est l'origine de sa réputation poissonnière. Tibati est réputée au Cameroun pour la qualité de son poisson d'eau douce. Il est difficile d'en trouver sur des marchés publics comme il est souvent acheté par des grands restaurants et hôtels.

## Localisation et population
La commune de Tibati est limitée au nord par les arrondissements de Galim-Tignère et de Tignère (département de Faro et Déo) et l’arrondissement de Martap (département de la Vina), à l’est par l’arrondissement de Ngaoundal, au sud par l’arrondissement de Yoko (département du Mbam et Kim) et à l’ouest par l’arrondissement de Banyo (département du Mayo-Banyo).
Lors du recensement de 2005, la commune comptait 72 081 habitants, dont 22 869 pour Tibati Ville. La population y est assez cosmopolite. On note cependant une domination des ethnies Haoussa et Peul, à côté desquels il y a les Mboum, Gbaya, Babouté, Tikar, Bororo, et quelques autres ethnies allogènes.

## Structure administrative de la commune
Outre Tibati proprement dit, la commune comprend les villages suivants :

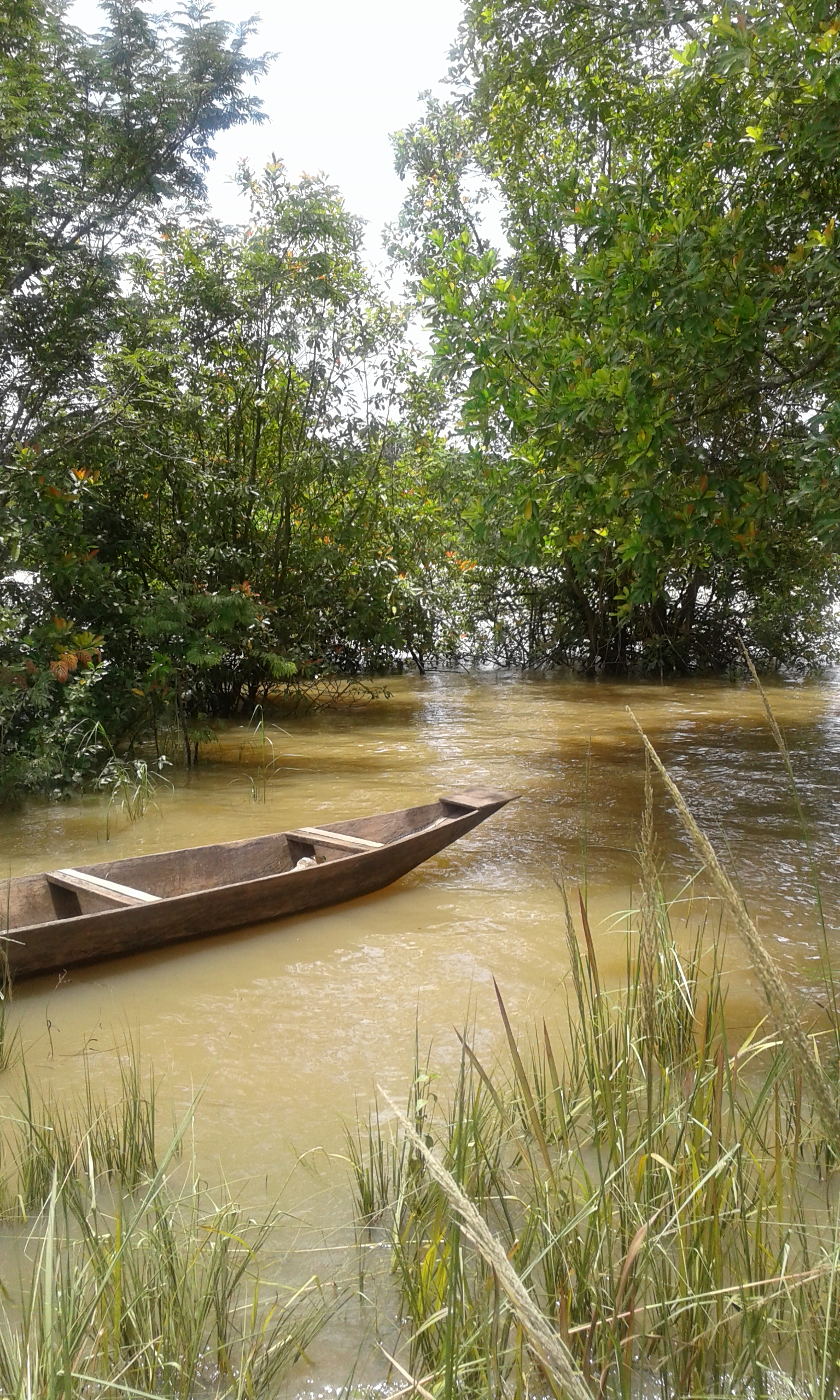
Mbella Assom

- Bantaï
- Barode
- Boninting
- Daber
- Daber-Mbang
- Djaouro Koumbo
- Djoah
- Djombi
- Djoussi-Malaou
- Foret
- Gongotoua
- Goumbi
- Kandje
- Karna
- Koata
- Lainde Ngoudda
- Liboum II
- Lippel
- Maback'la
- Mafo Mere
- Mahka Boubala
- Mahor
- Maisaba
- Makandao
- Mandjara
- Mangle
- Masse
- Mayo Kewol Marma
- Mayo Kewol Tibati
- Mbakaou
- Mbamti Katarko
- Mbansiri
- Mbanti-Mbang
- Mbella-Assom
- Mbidira
- Mbirim
- Mbitom
- Mbitom Kassa
- Meidjamba
- Mengack
- Minim
- Modibo Saliou
- Naskoul
- Ngaoubela
- Ngatt
- Nyadjida
- Pang
- Sola
- Tongo
- Alhamissa

## Urbanisme et services publics
La localité dispose d'une centrale électrique isolée exploitée par Enéo d'une capacité installée de 1720 kW.

## Religion
La commune de Tibati est caractérisée par une communauté majoritairement musulmane. Le christianisme y est aussi pratiqué, notamment par les Gbaya et les Mboum qui auparavant étaient d'obédience animiste. Ainsi, on peut y dénombrer beaucoup d'églises catholiques et protestantes.